# Aeroportul Dr. Antonio Nicolás Briceño
Aeroportul Dr. Antonio Nicolás Briceño (IATA: VLV, ICAO: SVVL) este un aeroport din Valera⁠(d), Trujillo, Venezuela ce deservește zona Área metropolitana de Valera⁠(d). A fost numit după Antonio Nicolás Briceño⁠(d).
Situat la o altitudine de 576 m, aeroportul dispune de o singură pistă.